# Ania Hertel
Ania Hertel (* 27. Oktober 2000 in Warschau) ist eine polnische Tennisspielerin.

## Karriere
Hertel begann mit sechs Jahren das Tennisspielen und bevorzugt Sandplätze. Sie spielt bislang vor allem Turniere der ITF Women’s World Tennis Tour, wo sie bisher ein Turnier im Einzel und sieben im Doppel gewann.
Bei den US Open 2017 erreichte sie mit ihrer Partnerin Maja Chwalińska im Juniorinnendoppel das Viertelfinale. 2019 erreichte sie mit ihrer Partnerin Lorraine Guillermo bei der RBC Pro Challenge, einem mit 80.000 US-Dollar dotierten Turnier im Damendoppel das Halbfinale.

## Turniersiege

### Einzel
| Nr. | Datum        | Turnier | Kategorie | Belag | Finalgegnerin | Ergebnis |
| --- | ------------ | ------- | --------- | ----- | ------------- | -------- |
| 1.  | 18. Mai 2025 | Kotka   | ITF W15   | Sand  | Nadia Kulbiej | 6:2, 6:3 |

### Doppel
| Nr. | Datum              | Turnier             | Kategorie   | Belag     | Partnerin              | Finalgegnerinnen                        | Ergebnis          |
| --- | ------------------ | ------------------- | ----------- | --------- | ---------------------- | --------------------------------------- | ----------------- |
| 1.  | 22. September 2018 | Schymkent           | ITF $15.000 | Sand      | Kamilla Rachimowa      | Uljana Aisatulina Anna Jakowlewa        | 6:0, 7:60         |
| 2.  | 9. Februar 2019    | Palmanova           | ITF W15     | Sand      | Joanna Garland         | Luniuska Delgado Daniella Medvedeva     | 7:5, 6:0          |
| 3.  | 3. August 2019     | Grodzisk Mazowiecki | ITF W25     | Sand      | Anastassija Schoschyna | Ulrikke Eikeri Isabella Schinikowa      | 6:76, 6:2, [10:4] |
| 4.  | 3. Juli 2021       | Breslau             | ITF W25     | Sand      | Martyna Kubka          | Nuria Brancaccio İpek Öz                | 6:72, 6:3, [10:7] |
| 5.  | 23. November 2024  | Alcalá de Henares   | ITF W15     | Hartplatz | Katarina Jokić         | Celia Cerviño Ruiz Claudia Ferrer Pérez | 7:63, 6:4         |
| 6.  | 12. April 2025     | São Paulo           | ITF W35     | Sand      | Gergana Topalowa       | Carolina Bohrer Martins Lilian Poling   | 5:7, 6:1, [10:6]  |
| 7.  | 31. Mai 2025       | La Vall d’Uixó      | ITF W15     | Sand      | Adrienn Nagy           | Enola Chiesa Marine Szostak             | 6:4, 6:1          |

## College-Tennis
Sie spielt in der Damentennismannschaft der Georgia Bulldogs, dem Tennisteam der University of Georgia mit Sitz in Athens, Georgia.

## Persönliches
Sie ist die Tochter von Malgorzata Lawniczak Hertel and Jerzy Hertel.